# 30337 Crystalzheng
30337 Crystalzheng è un asteroide della fascia principale. Scoperto nel 2000, presenta un'orbita caratterizzata da un semiasse maggiore pari a 2,4545002 UA e da un'eccentricità di 0,1910726, inclinata di 1,84215° rispetto all'eclittica.